# 아라곤 왕국
아라곤 왕국(아라곤어: Reino d'Aragón, 카탈루냐어: Regne d'Aragó, 라틴어: Regnum Aragoniae, 스페인어: Reino de Aragón)은 아라곤의 현대 자치 공동체에 해당하는 이베리아반도의 중세 및 초기 근대 왕국이었다. 스페인에서 더 큰 아라곤 연합왕국과 혼동되어서는 안 되며, 카탈루냐 공국(옛 카탈루냐 백국들 포함)도 포함되어 있다. 발렌시아 왕국, 마요르카 왕국, 그리고 현재 프랑스, 이탈리아, 그리스의 일부가 된 다른 영토들도 아라곤 국왕의 통치 하에 있었지만, 아라곤 왕국과는 별개로 관리되었다.
1479년, 아라곤의 추안 2세가 임종하자 아라곤과 카스티야의 왕위가 합쳐져 현대 스페인의 핵심을 형성했다. 아라곤의 영토들은 코르테스와 같은 자치 의회와 행정 기관들을 유지했다. 이 협정은 1707년에서 1715년 사이에 펠리페 5세가 스페인 왕위 계승 전쟁의 여파로 공포한 누에바 플란타 칙령까지 유지되었다.

## 갤러리

아라곤의 역사적인 문장

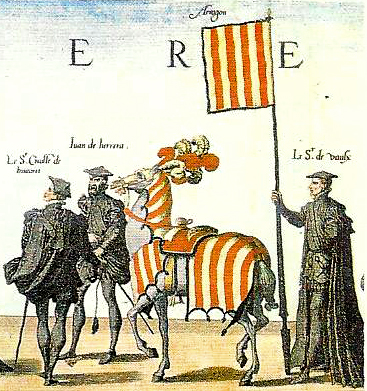
아라곤의 역사적인 베너
아라곤 연합왕국 내 아라곤의 위치
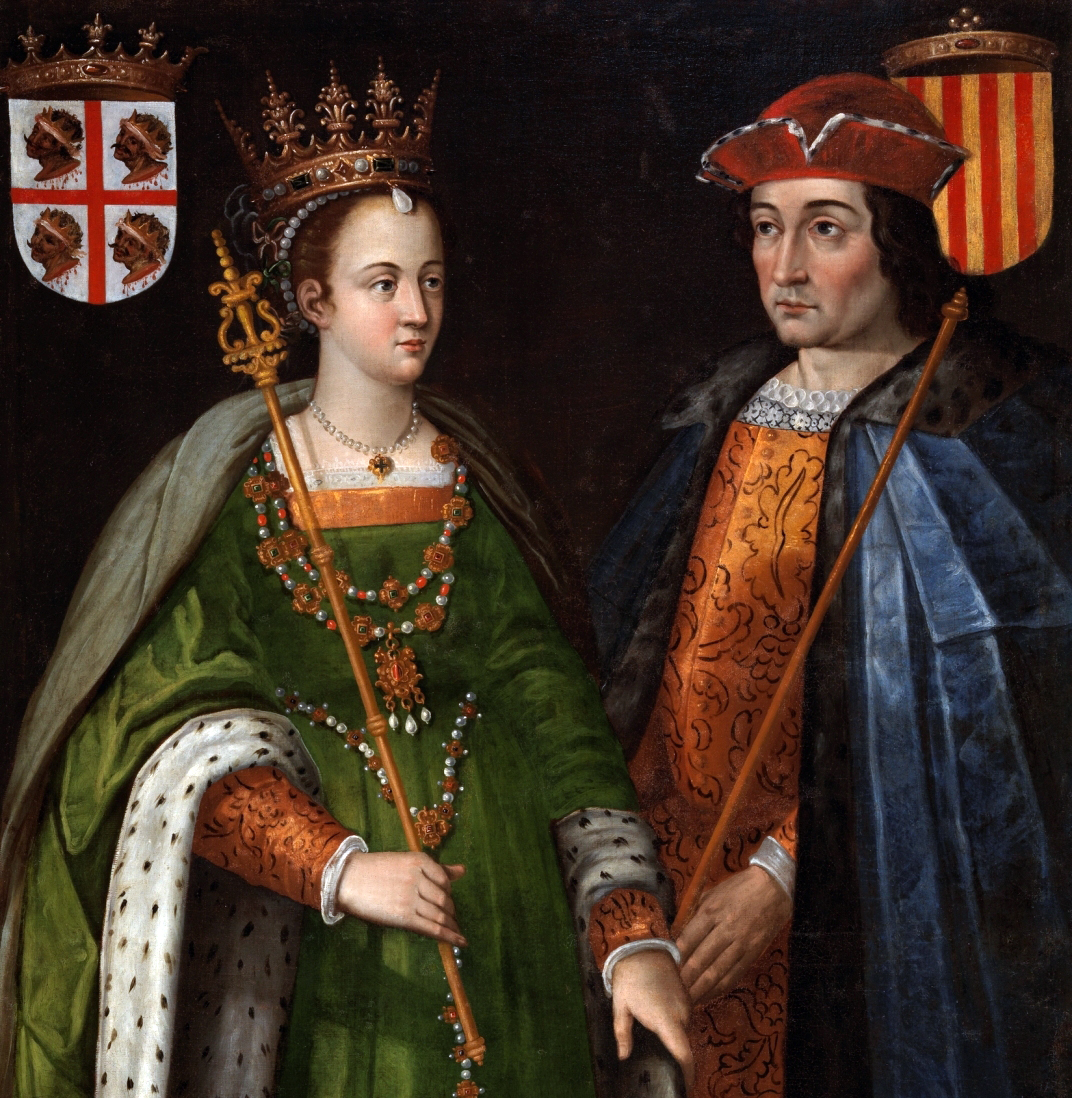
아라곤 페트로니야와 바르셀로나 백작 라몬 베렝게르 4세는 16세기 후반에 그려진 그림이다.
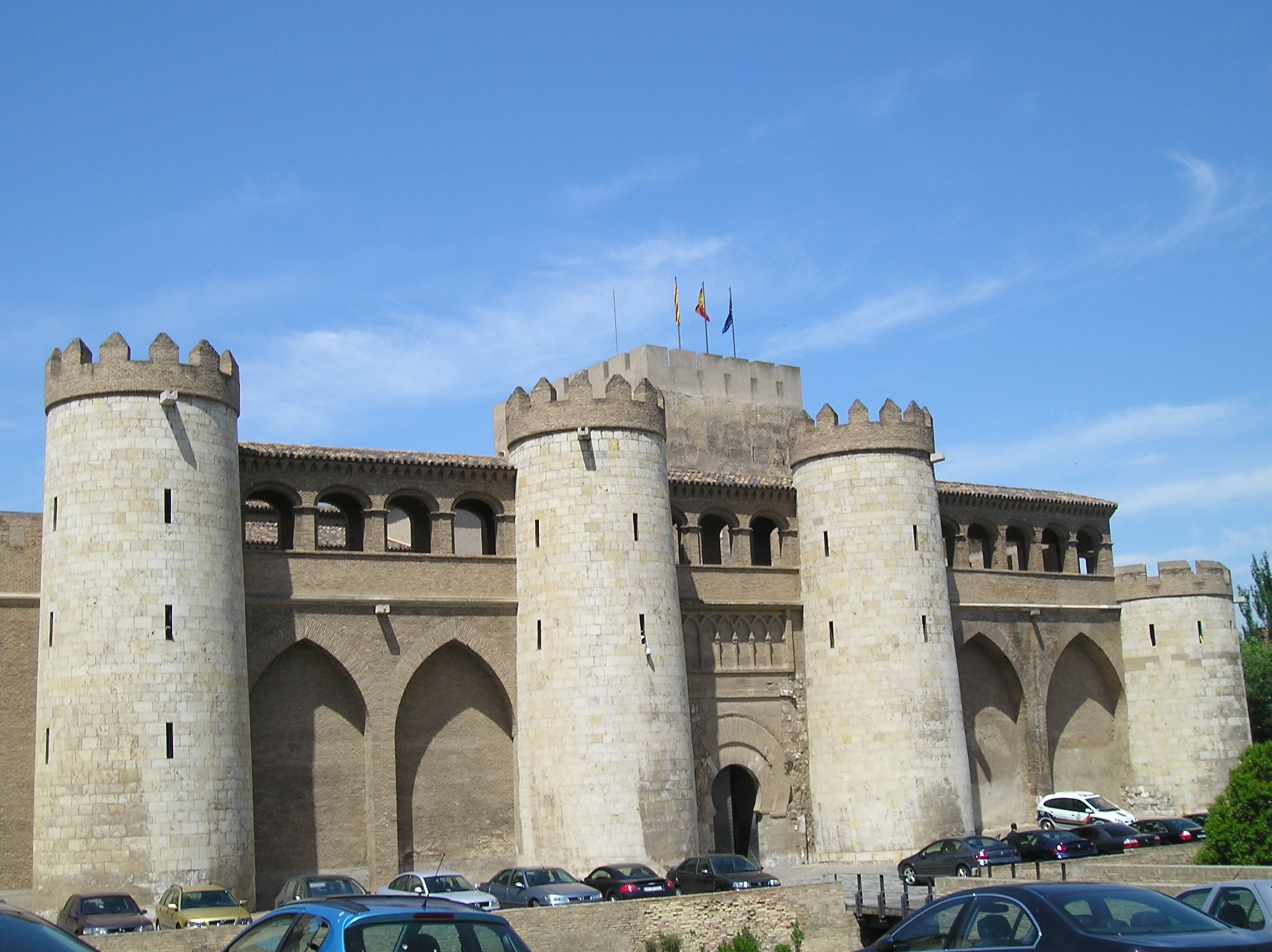
알하페리아 궁전

## 같이 보기
- 아라곤 국왕
- 아라곤 왕실 배우자 목록
- 나바라 국왕
- 바르셀로나 백작